# Ture Nerman
Ture Nerman (18. maj 1886 i Norrköping – 7. oktober 1969) var en svensk politiker og forfatter. Nerman skrev både skønlitteratur, historiske fremstillinger, revytekster, digte og viser. Politisk var han venstreorienteret - oprindeligt socialdemokrat men blev kommunist i 1917. Efter 1929 anti-stalinist med Karl Kilbom. Deltog som krigskorrespondent under den spanske borgerkrig. Nerman gik tilbage til socialdemokraterna i 1940'erne.